# ケンテックス
Kentex（ケンテックス）は、日本の腕時計ブランド。日本法人は、株式会社ケンテックスジャパン。

## 概要
橋本憲治（ケンテックス代表、兼デザイナー）は第二精工舎（現：セイコーインスツル）にて腕時計の製造や技術開発に永年に渡り携わる。
1989年にKENTEX TIME CO,.LTD.を設立。開業当初は、OEMメーカーとして世界一流ブランドの商品を製造。
1997年に自社ブランド「Kentex」を立ち上げ、生産を開始。翌年（1998年）、世界一のウォッチフェア「バーゼル・フェア」に出展。イタリアのショップ経営者の目に留まり、世界で初めてイタリアで販売スタートする。

## 沿革
- 1989年 - KENTEX TIME CO,.LTD.設立。
- 1990年 - HONG KONG WATCH FAIRに初出展（以後、毎年出展）。
- 1994年 - 株式会社ケンテックスジャパン設立。
- 1998年 - バーゼル・フェアに初出展（以後、毎年出展）。自社ブランド「Kentex」を発表し、イタリアで販売スタート。
- 2000年 - Confidenceの限定品が即完売。
- 2001年 - 陸・海・空シリーズが出揃う。
- 2005年 - 日本ブランド初のトゥールビヨンを発表。JSDF（防衛省公認 自衛隊モデル）を発表
- 2008年 - CRAFTS MAN PROが予約開始の直後に完売。Kentexのセカンドブランド「KTX (ブランド) 」発表
- 2009年 - 第一回国際時計展に出展（以後、毎年出展）。香港に直営SHOPをオープン。2010本限定のブルーインパルス50周年記念モデルを発表。
- 2010年 - 50本限定のブルーインパルス50周年記念スペシャルエディションモデルを発表。

## 企業コンセプト
「高品質な時計を、適正な価格で。」をコンセプトとして企画、製造している。
2005年に日本メーカー初のトゥールビヨンを発表。「高級スポーツカーを買うか、トゥールビヨンを買うか。」と引き合いに出されるほどの高額商品であるため、この価格での発売は衝撃を与える。

## ブランド
- KTX

## 会社一覧
- 日本： 株式会社ケンテックスジャパン（企画、マーケティング、デザイン開発）
- 香港： KENTEX CRAFT LTD. (海外販売）

## シリーズ
- TOURBILLON - 非常に繊細で複雑な機構を持つ、複雑機構腕時計の最高峰モデル。
- ESPY - 高級感溢れるデザインを採用した、クラシック系の最上位シリーズ。
- CONFIDENCE - 3針DATE表示の自動巻きモデル。
- CRAFTS MAN - 究極の実用時計をコンセプトに造られているシリーズ。20年以上発光するトリチウムガスを針とダイアルに使用。
- SKY MAN - 「空」がコンセプト。パイロットの飛行に応えるプロユースの本格シリーズ。
- LAND MAN - 「地」がコンセプト。耐衝撃・耐磁性に優れる。Kentex中、モデル数が最も多いシリーズ。
- MARINE MAN - 「海」がコンセプト。耐水性に優れる。イルカをイメージしたデザインにファンも多い。
- JSDF - 防衛省公認のモデル。陸上自衛隊、海上自衛隊、航空自衛隊それぞれの公式エンブレムを採用。